# Чамлыкская
Чамлыкская — станица в Лабинском районе Краснодарского края. Административный центр Чамлыкского сельского поселения. 

## География
Станица расположена на правом берегу реки Чамлык в 13 км на северо-восток от Лабинска, на юго-восточной окраине Краснодарского края. Общая площадь составляет 10 кв.км. Сельское поселение расположено в равнинно-холмистой местности. С северо-западной и юго-восточной сторон её окружают небольшие леса. Через всю станицу с юго-востока на северо-запад протекает одна из самых извилистых рек в России - Чамлык. Протяженность реки 8 километров. 
В состав Чамлыкского сельского поселения входят: станица Чамлыкская и хутор Лобода.
Средняя высота над уровнем моря составляет 318 м . 

## История
Станица Чамлыкская основана в 1841 году. Входила в Лабинский отдел Кубанской области.

## Население
| 2002 | 2010  | 2021  |
| ---- | ----- | ----- |
| 3674 | ↗4050 | ↘3600 |

## Улицы
- Армавирская улица,
- Армавирский переулок,
- Базарная улица,
- Бакинская улица,
- Богданова улица,
- Братская улица,
- Бригадная улица,
- Ворошилова улица,
- Калинина улица,
- Кирова улица,
- Коллективная улица,
- Колованова улица,
- Коммунальная улица,
- Кооперативная улица,
- Красная улица,
- Краснопартизанская улица,
- Кубанская улица,
- Лабинская улица,
- Ленина улица,
- Мира улица,
- Набережная улица,
- Октябрьская улица,
- Отлетная улица,
- Пионерская улица,
- Подгорная улица,
- Почтовая улица,
- Пролетарская улица,
- Розы Люксембург улица,
- Ростовская улица,
- Северная улица,
- Серова улица,
- Советская улица,
- Степная улица,
- Украинская улица,
- Фрунзе улица,
- Центральная улица,
- Чапаева улица,
- Энгельса улица,
- Южная улица.

## Климат
Температура в январе, в среднем – (- 2 градуса), июля – (+ 25, 30 градусов). Большее количество осадков приходится на зимний и весенний периоды, коэффициент увлажнения – 2.0.

## Экономика
- Производство: кирпичный завод "Акварид"
- Производство: деревянных изделий.

На территории станицы Чамлыкской много искусственных водоемов (прудов), где разводят карпов, толстолобиков, амуров. Из сельхозкультур здесь выращивают пшеницу, ячмень, овес, кукурузу, подсолнечник, рапс, гречиху и горох.

## Медицина
- Медицинские учреждения: Чамлыкский психоневрологический интернат.

## Известные уроженцы
- Колованов Иван Васильевич — Герой Советского Союза.